# Кірхворбіс
Кірхворбіс (нім. Kirchworbis) — громада в Німеччині, розташована в землі Тюрингія. Входить до складу району Айхсфельд. Складова частина об'єднання громад Айхсфельд-Віпперауе.
Площа — 5,45 км2. Населення становить 1336 ос. (станом на 31 грудня 2021).

## Галерея

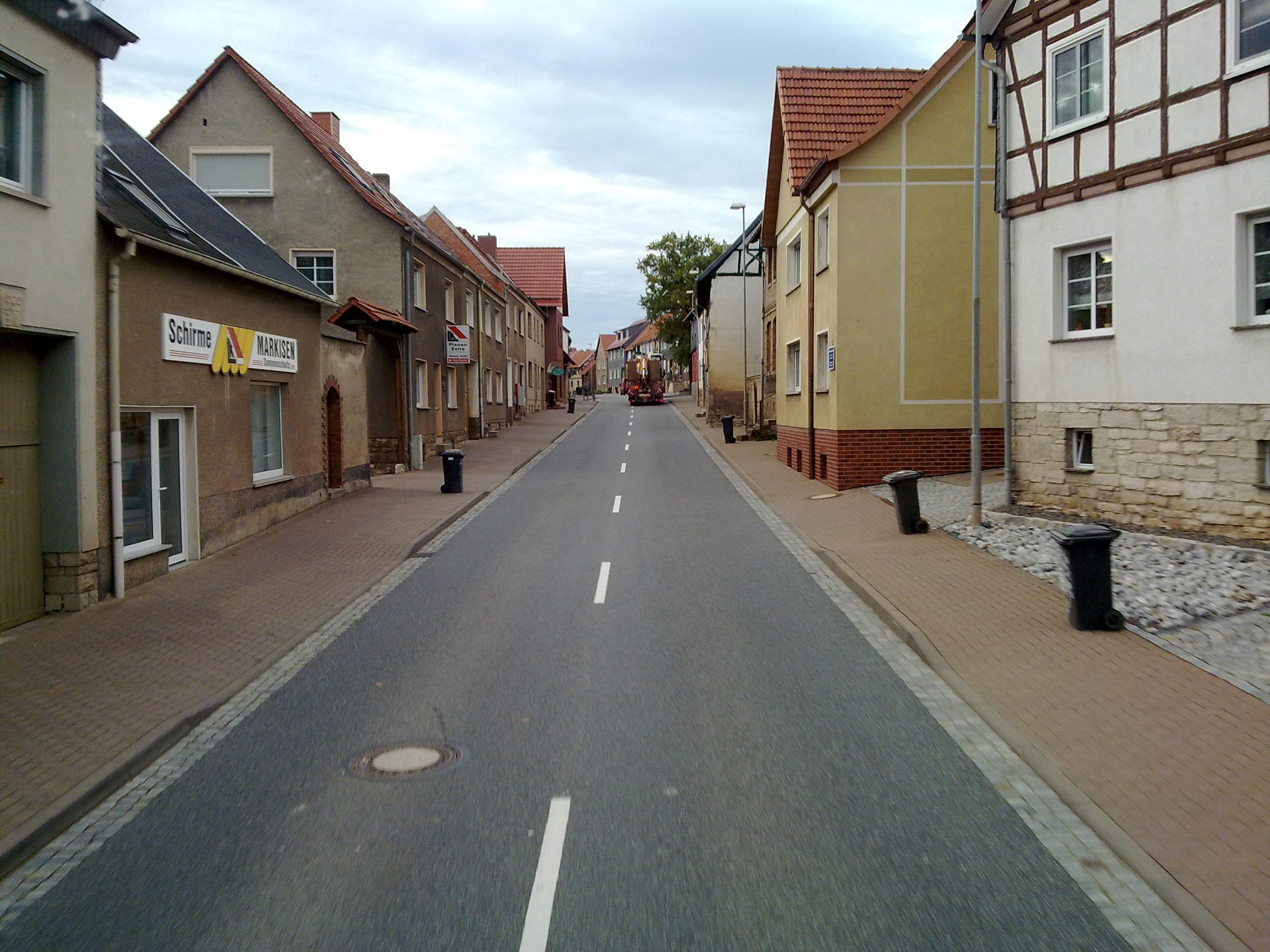
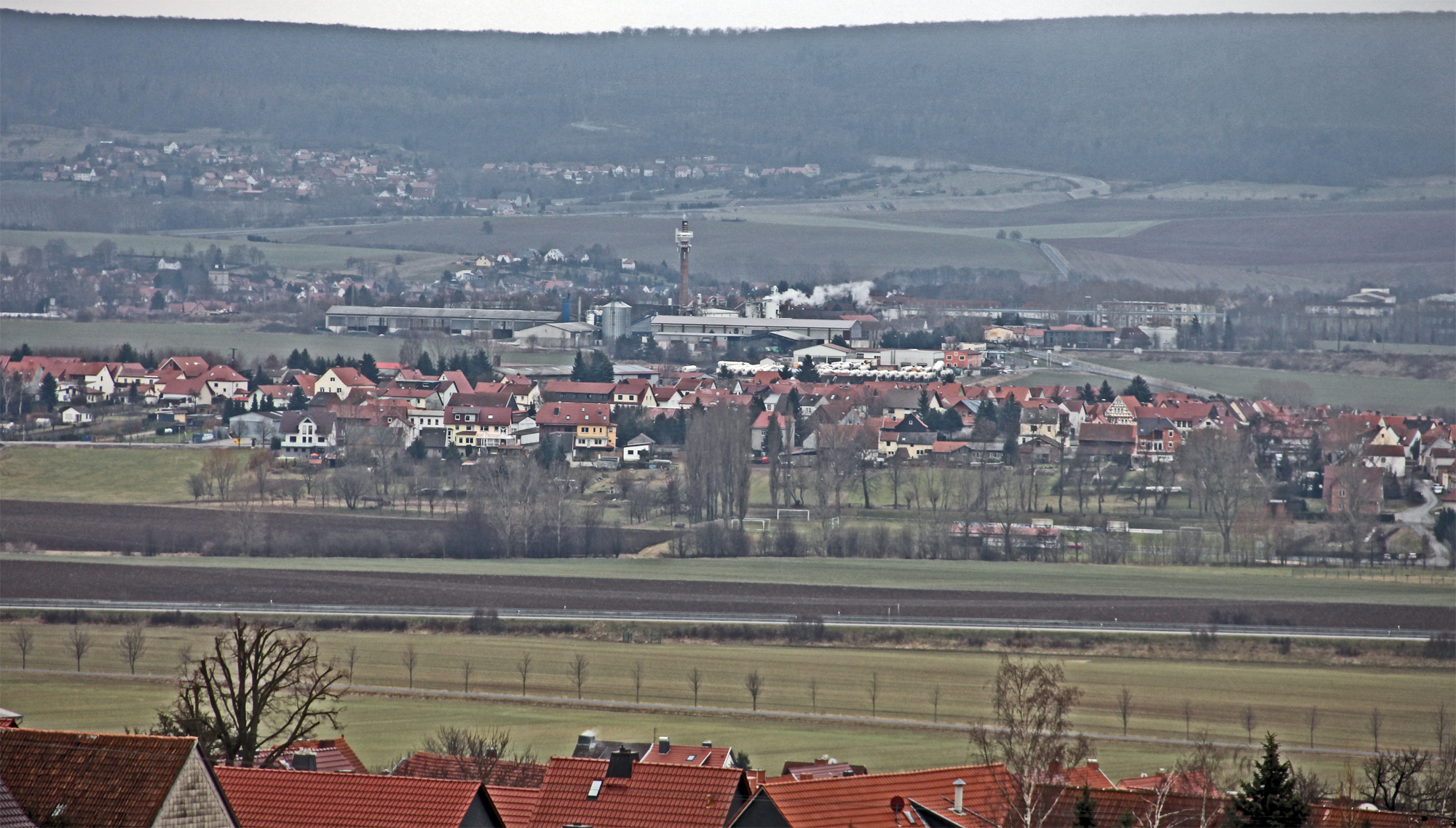
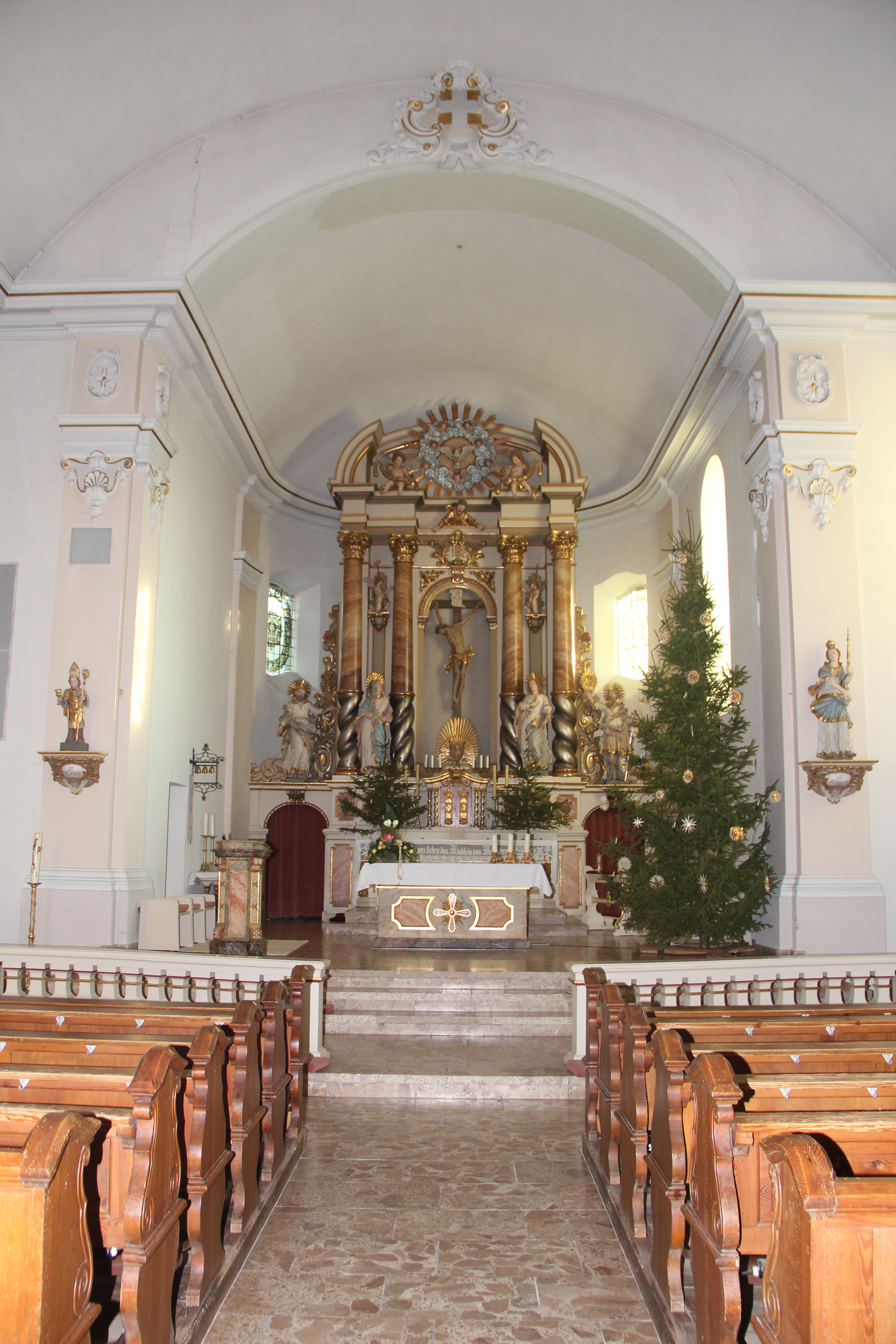